# Ranger 3
Ranger 3 est une mission d'exploration spatiale développée par la NASA pour l'étude de la Lune. La sonde spatiale Ranger 3 est lancée le 26 janvier 1962 dans le cadre du programme Ranger. En raison d'une série de dysfonctionnements, la sonde rate la Lune et passe à 36 793 km et se met en orbite héliocentrique.  
La sonde spatiale Ranger 3 est conçue pour transmettre des images du sol lunaire à des stations terriennes durant une période de 10 minutes avant l'impact sur la Lune, et de poser une capsule avec un sismomètre sur la Lune, pour recueillir des données sur les rayons gamma durant le vol, étudier la réflectivité radar du sol lunaire et poursuivre les essais du programme Ranger. Celui-ci a pour but le développement de véhicules spatiaux lunaires et interplanétaires.

## Description du véhicule spatial

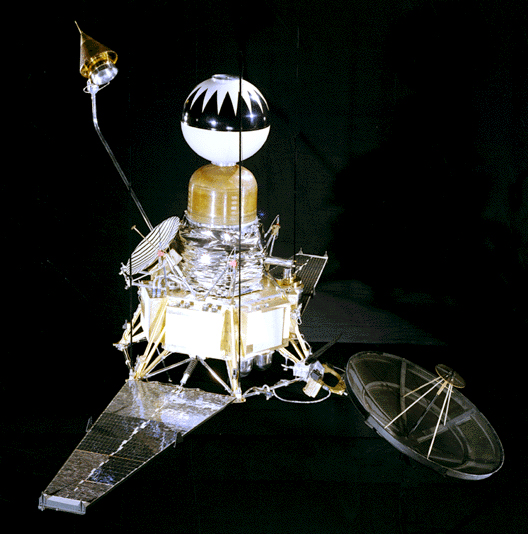
La sonde lunaire Ranger 3 au sol.

La sonde Ranger 3 est la première sonde de phase 2 (Block II). Le véhicule mesure 3,1 m de haut et est composé d'une capsule lunaire recouverte par un impacteur en bois de balsa de 65 cm de diamètre pour réduire le choc à l'impact, un propulseur unique utilisé pour la correction de trajectoire Terre-Lune, d'une rétrofusée avec une poussée de 23 kN et une plaque de 1,5 m de diamètre en or et en chrome. Une grande antenne parabolique à gain élevé est fixé à la base de la plate-forme. Deux panneaux solaires (5,2 m d'envergure) sont fixés comme des ailes à la base et déployés en début du vol. La puissance est générée par 8 680 cellules photovoltaïques situées sur les panneaux solaires qui rechargent un accumulateur argent-zinc (AgZn) de 11,5 kg et de 1 000 watts ainsi qu'un accumulateur de réserve. Le véhicule est contrôlé par ordinateur, un séquenceur et un système de commandes envoyées depuis la Terre. Le contrôle d'attitude est fourni par six capteurs solaires et un capteur terrestre, des gyroscopes et des moteurs de contrôle à l'azote pour le tangage et le roulis (jet d'azote froid). Le système de télémétrie à bord de la sonde lunaire se compose de deux émetteurs à 960 MHz, l'un avec une puissance de sortie de 3 watts et l'autre de 50 mW, d'une antenne à haut gain et d'une antenne omnidirectionnelle. Le système de contrôle thermique des rétrofusées est recouvert d'une peinture blanche, de plaques en or et en chrome et de feuilles d'argent plastifiées. 
Lors des préparatifs avant lancement de Ranger 1, le chronomètre de la sonde est déclenché par inadvertance, ce qui conduit au déploiement des panneaux solaires à l'intérieur de la coiffe du lanceur. Il est décidé que les instruments embarqués ne soient pas testés au sol pour les sondes du block II car ceux-ci disposent d'un moteur de correction de trajectoire. Si un incident similaire arrive, les moyens pyrotechniques mis en place pour déployer les panneaux solaires peuvent par inadvertance mettre à feu les propergols du moteur embarqué, ce qui peut provoquer l'explosion de la sonde spatiale sur la plate-forme de lancement et potentiellement mener à la destruction du lanceur dans son intégralité. Les responsables du Jet Propulsion Laboratory (JPL) annoncent que des essais en usine des différents systèmes des sondes Ranger sont suffisants pour dévoiler tout problème et que tout matériel qui échoue aux essais ne sera pas considéré comme apte au vol. 

## Description des instruments
La sonde embarque les quatre instruments suivants :
Spectromètre à rayonnement gamma, est composé d'un détecteur, d'un analyseur de hauteur d'impulsion à 32 canaux et d'une alimentation haute tension est conçu pour mesurer le rayonnement gamma provenant de la surface de la Lune. Le détecteur contient un cristal d'iodure de césium diamanté biseauté de 7,62 cm entouré d'un interrupteur photosensible par un scintillateur en plastique d'une épaisseur de 0,317 cm. Celui-ci est couplé à un tube photomultiplicateur de 7,62 cm de diamètre. Les impulsions sont transmises à l'analyseur, qui emmagasine de 2 à 16 impulsions dans chaque canal. Le circuit de rejet est conçu pour bloquer l'analyseur lorsque des particules chargées traversent le commutateur photographique. Les 12 premières heures de données sont obtenues avec le détecteur près de la structure principale de la sonde spatiale. Une bôme télescopique déplace ensuite le détecteur à une position de 1,8 mètre de la structure principale et les données sont prises durant 6 heures. Bien qu'un dysfonctionnement du véhicule entraîne la sonde spatiale à manquer la Lune d'environ 36 793 km, les données sont reçues durant plus de 40 heures. Les signaux intermittents prennent fin le 2 février 1962 à 800 000 km de la Terre.
Radioaltimètre, est inclus pour initier la séparation de la capsule et la mise à feu de la rétrofusée entre 19 et 25 km au-dessus de la surface lunaire et pour mesurer la réflectivité du sol lunaire et d'étudier ses propriétés. L'instrument est un radar à impulsions standard avec une puissance de crête émise par l'émetteur magnétron entre 150 et 400 watts. L'instrument a une fréquence de 9 400 MHz et un taux de répétition d'impulsions de 500 à 600 impulsions par seconde. La largeur de bande du récepteur superhétérodyne est de 12 à 16 MHz et son facteur de bruit est de 11 à 12 dB. L'ouverture du faisceau de l'antenne est de 4,5°. L'altimètre est conçu pour débuter des mesures sur commande de la Terre entre 198 et 55 km de la Lune (nominalement 137 km). La durée prévue de la mesure est entre 9 secondes et 2 minutes. En raison d'une défaillance de la sonde spatiale qui empêche l'impact lunaire, aucune donnée n'est envoyée.
Sismomètre magnétique, est prévu pour un atterrissage assez rude sur la surface lunaire. Le sismomètre (nom de code « Tonto ») est enfermé dans la capsule lunaire de 42,6 kg qui doit se séparer de la sonde Ranger 3 à 21,4 km de la surface de la Lune, avec un amplificateur, un émetteur de 50 mW, un contrôleur de tension, une antenne omnidirectionnelle et six piles argent-cadmium capables de faire fonctionner l'émetteur de la capsule lunaire durant 30 jours, tous conçus pour atterrir sur la Lune entre 130 et 160 km/h.
Il est conçu pour déterminer la présence ou l'absence de sismicité lunaire et d'une croûte lunaire, de couches de lave ou de couches de poussière. L'instrument est destiné à collecter des données sur les propriétés mécaniques des matériaux lunaires et à obtenir des informations préliminaires sur la nature du noyau lunaire et sur la profondeur et la concentration des tremblements de Lune. L'instrument de 3,36 kg comprend une bobine, un aimant suspendu par ressort et un dispositif d'étalonnage interne. La masse sismique de 1,70 kg est constituée d'un aimant permanent suspendu au corps de l'instrument. Il est suspendu de manière à maintenir la concentration de la masse sismique à l'intérieur du corps de l'instrument et à permettre au sismomètre de fonctionner à n'importe quelle inclinaison de son axe longitudinal de 0° à 90°. Pour amortir le mouvement rapide de la masse sismique lors de l'impact lunaire, l'instrument est rempli sous vide avec un fluide protecteur, du fréon. Lors de l'impact, l'ensemble de survie doit flotter en position verticale. Le liquide de mise en cage sismique s'échappe alors et un pressostat déclenche l'expérience. L'étalonnage des instruments avant le lancement est effectué en laboratoire et l'étalonnage doit se poursuivre tout au long du vol. En raison d'une défaillance de l'engin spatial qui empêche l'impact lunaire, l'expérience n'envoie aucune donnée.
Caméra de télévision Vidicon, est conçue pour transmettre des images en gros plan de la surface lunaire de 4 000 à 24 km au-dessus de la surface lunaire. Le système contient une déviation entièrement électrostatique et concentre le Vidicon qui combine une cible avec une capacité d'effacement rapide. Le temps d'exposition de 20 millisecondes sur la surface du photoconducteur est conçu pour empêcher le flou de l'image optique et pour fournir une fermeture du système optique durant le balayage de 13 secondes et l'opération d'effacement du système électronique Vidicon. L'image en décomposition lente et la numérisation ultérieure produisent une image complète en 10 secondes. Pour obtenir la résolution souhaitée, 200 lignes de balayage sont utilisées par image. La bande passante vidéo de ce système est d'environ 200 cps. Le système optique développé est un télescope de type Cassegrain conventionnel utilisant un miroir parabolique concave primaire et un miroir hyperbolique convexe secondaire situé au centre pour réfléchir l'image lunaire sur la surface de l'image photoconductrice. L'expérience échoue en raison de dysfonctionnements majeurs de la sonde spatiale qui empêche la manœuvre finale cislunaire.

## Déroulement de la mission
La préparation de Ranger 3 est compliquée par des problèmes de développement liés à l'étage Agena B, qui n'a pas fonctionné correctement avec les sondes Ranger 1 et Ranger 2. La US Air Force est chargée du développement de l'étage Agena B. Elle envisage de l'utiliser pour le lancement de satellites militaires. La NASA suppose initialement qu'il commence à être lancé à la fin de 1960 ou au début de 1961, date à laquelle tout problème de développement lié à l'étage, soit résolu. Cependant, la mise en service de l'étage Agena B est plus longue que prévu initialement et ses performances s'avèrent également être légèrement inférieures aux attentes, ce qui force l'annulation de certaines des expériences prévues sur les sondes Rangers du Block II. Alors que le lanceur Thor-Agena B commence à voler en octobre 1960, le lanceur Atlas-Agena B n'effectue son lancement inaugural qu'en juillet 1961, ce qui signifie que lors du lancement de Ranger 1, ce n'est que la deuxième fois que cette combinaison d'étages est utilisée. Ce retard s'explique par le fait que les programmes de la US Air Force tels que, le programme MIDAS met beaucoup plus de temps à se développer que celui du programme Ranger de la NASA. De plus, à la fin de 1961, l'étage Agena B a connu sept dysfonctionnements (les deux lancements des sondes lunaires Ranger (Atlas-Agena B) et les cinq lancements du lanceur Thor-Agena B).
Le major-général Osmond Ritland, commandant de la Air Force Space Systems Division à Inglewood, en Californie, promet à la NASA que tous les problèmes liés à l'étage Agena B seront corrigés et, comme ils affectent également les programmes du département de la Défense (DoD), le problème étant pris « très au sérieux ». Parmi les autres modifications apportées figure un examen approfondi de tout le matériel d'exploitation et des procédures de Lockheed. En outre, un effort est fait pour s'assurer que les procédures d'inspection sur les Agena B de la US Air Force et de la NASA soient identiques et que toutes différence entre elles soit éliminée. 
À la mi-décembre 1961, le lanceur Atlas-D # 121 et l'étage Agena 6003 arrivent à Cap Canaveral et sont érigés sur l'aire de lancement LC-12 de la base de lancement de Cap Canaveral. Le 18 janvier 1962, Ranger 3 est placé au sommet du lanceur, mais le lendemain, la tentative de ravitaillement en carburant du lanceur Atlas échoue lorsqu'une déchirure est trouvée dans la cloison intermédiaire séparant les réservoirs d'oxygène liquide et de carburant RP-1. Cela signifie que le lanceur doit être retiré de la plate-forme de lancement pour des réparations, ce qui retarde le lancement d'un mois entier. Cependant, les responsables de la US Air Force et de Convair suggèrent plutôt une nouvelle solution consistant à effectuer les réparations directement sur l'aire de lancement LC-12. Le moteur qui soutient le lanceur Atlas est retiré et descendu dans la fosse du déflecteur de flamme et un échafaudage en bois est installé pour permettre aux techniciens de monter dans le réservoir de carburant RP-1, de retirer la cloison intermédiaire endommagée et de la remplacer. Le 26 janvier, les réparations sont terminées. 
C'est la première tentative américaine d'impacter la surface lunaire. La sonde lunaire Ranger 3 du Block II est équipée d’une caméra de télévision utilisant un télescope optique qui permet d’obtenir une image à une distance d'environ 24 kilomètres au-dessus de la surface lunaire pendant la descente. La plate-forme principale transporte également une capsule d'instruments de 42,6 kilogrammes qui se sépare de la sonde lunaire à 21,4 kilomètres d'altitude et touche indépendamment la Lune. Protégée par une enveloppe extérieure en bois de balsa, la capsule est conçue pour rebondir plusieurs fois sur la surface lunaire avant de s'immobiliser. L'instrument principal à bord est un sismomètre. 
Le décollage a lieu à 20 h 30 TU le 26 janvier 1962, une heure et 15 minutes avant la fermeture de la fenêtre de lancement après laquelle Ranger 3 ne peut être lancé avant un mois. 
À T+49 secondes après le lancement, la balise à impulsions du système de guidage du lanceur Atlas cesse de fonctionner, ce qui empêche la transmission de messages de changement de directions ou de coupure des moteurs pour le reste du lancement. Les commandes de secours sont utilisées pour effectuer le largage de l'étage Atlas et la séparation avec l'étage Agena B. Sans le programme de guidage, il est cependant impossible d'effectuer les manœuvres de réglage nécessaires pour placer l'étage Agena B sur sa trajectoire de vol correcte. Le SECO (Second Engine Cut-Off, arrêt du moteur du deuxième étage) s'effectue lorsque le carburant manque plutôt qu'à la suite d'une commande de coupure programmée, ce qui conduit à un accélération plus rapide et plus longue que prévu pour l'Agena B et la sonde Ranger 3. Pire encore, le matériel d'une station de suivi en Floride ne fonctionne pas correctement et détecte les paramètres orbitaux de Ranger 3 avec 5 minutes de retard. Durant ce temps, l'étage Agena B redémarre et envoie la sonde hors de l'orbite terrestre. Une autre erreur dans son programme de guidage entraîne une nouvelle trajectoire erronée. Cela conduit à ce que la sonde lunaire atteigne la Lune 14 heures plus tôt que prévu et la manque de 36 793 kilomètres le 28 janvier 1962.
Bien que l'impact avec la Lune n'est plus possible, Ranger 3 peut être utilisé pour des études dans l'espace lointain. Des commandes sont lancées pour déployer le bras de la caméra et le 28 janvier, un programme informatique corrigé est téléchargé à bord. Mais au milieu de cette manœuvre, la force du signal de la sonde commence à faiblir et le système informatique s'arrête. La caméra de télévision transmet des images, mais comme l'antenne ne pointe pas vers la Terre, elles sont extrêmement faibles et bruitées. Il est possible de voir les croix de référence sur l'objectif de la caméra, éclairées par les rayons du Soleil réfléchis par la plate-forme de la sonde spatiale, mais la Lune n'est pas visible. Avec la mort de l'ordinateur de bord, Ranger 3 est devenu complètement insensible à toute commande depuis la Terre et les capteurs terrestres et solaires sont devenus inutiles. Les gyroscopes continuent à manœuvrer la sonde et les contrôleurs au sol peuvent momentanément se verrouiller sur l’antenne. Sans contrôle d'attitude stable, ils ne peuvent cependant pas la maintenir en place. Comme ils ne sont pas au courant de la panne de l'ordinateur, ils continuent à envoyer des commandes à Ranger 3 en vain. Le contact sporadique de la sonde se poursuit jusqu'au 31 janvier 1962, date à laquelle les propulseurs du contrôle d'attitude épuisent leur réserve de carburant. La mission est alors officiellement terminée. 